# Albrecht von Haller
Albrecht von Haller (16. října 1708, Bern, Švýcarsko – 12. prosince 1777, tamtéž) byl švýcarský anatom, fyziolog, botanik a básník. Jím prvně popsané rostliny se označují autorskou zkratkou „Haller“.
Dlouhodobé onemocnění v dětství mu znemožnilo, aby se věnoval obvyklým chlapeckým sportovním zábavám, o to více rozvíjel svou mysl. Již v dětském věku četl a vykládal služebnictvu Bibli, připravoval slovník řečtiny a hebrejštiny, sbíral životopisy slavných mužů a žen. Když mu bylo sotva patnáct let, překládal Ovidia, Horatia a Vergilia a věnoval se i vlastní tvorbě.
Když mu v roce 1721 zemřel otec, přestěhoval se do domu lékaře v Bielu. Jeho pozornost se tak přesunula k medicíně. V 16 letech začal studovat na univerzitě v německém Tübingenu, o dva roky později se přesunul na univerzitu v nizozemském Leidenu.
Později navštívil Londýn, kde se seznámil s řadou vědců své doby. Studoval pak ještě v Paříži a od roku 1728 v Basileji, kde se věnoval vyšší matematice u Johanna Bernoulliho. Tam se také probudil jeho zájem o botaniku.
V roce 1729 se vrátil do Bernu, kde začal pracovat jako lékař. Nejvíce sil ale věnoval botanickým a anatomickým výzkumům, které mu brzy přinesly evropský věhlas. Stal se pak profesorem na univerzitě v Göttingenu, kde po sobě zanechal obrovské množství práce. Kromě výuky se věnoval botanické zahradě (Alte Botanische Garten der Universität Göttingen) a dalším institucím, mimoto se však dál zabýval výzkumem v oblasti botaniky a fyziologie. Neustal ani v psaní poezie, kdy bezesporu je nejznámějším dílem báseň Alpy, a vedl rovněž měsíčník (Göttingische gelehrte Anzeigen), do kterého přispěl několika tisíci články.

## Odkazy

Elementa physiologiae corporis humani VIII